# Fyrrebladhvepse
Fyrrebladhvepse (Diprionidae) er en lille familie af savhvepse, der lever af nåletræer, og er begrænset til den nordlige halvkugle med omkring 140 arter i 13 slægter. Larverne er ofte flere sammen, og nogle gange kan der være store udbrud, af hvilken grund fyrrebladhvepse kan optræde som skadedyr i nåleskove. Omfanget af skader øges med temperaturen.

## Beskrivelse
Familien har karakteristiske antenner med omkring 20 segmenter (flagellomerer). Hanner har kamlignende (pectinate) antenner og hunner har takkede antenner.

## Genera
Disse 13 slægter tilhører familien Diprionidae:
- Augomonoctenus Rohwer, 1918
- Diprion Schrank, 1802
  - Diprion pini (Almindelig fyrrehveps) forekommer hist og her i Danmark.[4]
  - Diprion similis er relativt sjælden i Danmark.[5]
- Gilpinia Benson, 1939
  - Gilpinia frutetorum er sjælden i Danmark.[6]
  - Gilpinia hercyniae er introduceret fra Nordamerika og er sjælden i Danmark.[7]
  - Gilpinia virens er sjælden i Danmark.[8]
- Macrodiprion Enslin, 1914
  - Macrodiprion nemoralis er sjælden i Danmark.[9]
- Microdiprion Enslin, 1914
  - Microdiprion pallipes er sjælden i Danmark.[10]
- Monoctenus Dahlbom, 1835
  - Monoctenus juniperi er relativt sjælden i Danmark.[11]
  - Monoctenus obscuratus er fundet en enkelt gang i Nationalpark Kongernes Nordsjælland (i 2023).[12][13]
- Neodiprion Rohwer, 1918
  - Neodiprion sertifer (Rød fyrrehveps) er almindelig i Danmark.[14]
- Nesodiprion Rohwer, 1910
- Prionomeion Benson, 1939
- Rhipidoctenus Benson, 1954
- Zadiprion Rohwer, 1918
- † Eodiprion Schedl, 2007
- † Paleomonoctenus Nel, 2004

## Eksterne links
- Neodiprion spp. on the UF / IFAS Featured Creatures Web site

Skabelon:Hymenoptera